# 刘凯 (羽毛球运动员)
刘凯（LIU Kai，1993年—），中国男子羽毛球运动员。

## 簡歷
2014年4月，刘凯代表国家队參加南韓金泉市舉行的亞洲羽毛球錦標賽，打進男單半决赛，但最終以14-21和13-21負於林丹出局，僅得季軍。

## 主要比賽成績
只列出曾進入準決賽的國際賽事成績：
| 年份   | 賽事                 | 公開賽級別 | 項目     | 成績 |
| ------ | -------------------- | ---------- | -------- | ---- |
| 2011年 | 亞洲青年羽毛球錦標賽 | 其他       | 男子單打 | 季軍 |
| 2014年 | 亞洲羽毛球錦標賽     | 其他       | 男子單打 | 季軍 |

| 2007-2017年 | 首要超級賽 | 超級賽 | 黃金大獎賽 | 大獎賽 | 國際挑戰賽 | 國際系列賽 | 未來系列賽 | 其他 |

| 2018-2026年 | 總決賽 | 超級1000賽 | 超級750賽 | 超級500賽 | 超級300賽 | 超級100賽 | 國際挑戰賽 | 國際系列賽 | 未來系列賽 | 其他 |